# Talamantes
Talamantes község Spanyolországban,  Zaragoza tartományban. Talamantes Tabuenca, Trasobares, Calcena, Añón de Moncayo és Ambel községekkel határos. Lakosainak száma 82 fő (2024).

## Népesség
A település népessége az utóbbi években az alábbiak szerint változott:
| Lakosok száma | 64   | 65   | 66   | 62   | 60   | 59   | 52   | 64   | 64   | 82   |
|               | 2001 | 2004 | 2007 | 2009 | 2012 | 2014 | 2017 | 2019 | 2022 | 2024 |